# Blanka z Lancasteru
Blanka z Lancasteru (anglicky Blanche of Lancaster; 25. března 1342 – 12. září 1369) byla anglická šlechtična a dědička. Byla první manželkou Jana z Gentu a jejich syn Jindřich se stal anglickým králem.

## Život
Blanka z Lancasteru byla nejmladší dcera Jindřicha z Grosmontu, prvního vévody z Lancasteru, a jeho manželky Izabely z Beaumontu. Ona a její starší sestra Maud se narodily v Bolingbrokském zámku v Lindsey.
19. května 1359 byla v Readingském opatství provdána za svého bratrance z třetího kolene, Jana z Gentu, který byl třetím synem vládnoucího anglického krále Eduarda III. O manželství se říkalo, že bylo šťastné. Blančini současníci ji popisovali jako velmi pěknou ženu se světlými vlasy, modrýma očima a mírným, klidným chováním.

## Zděděné tituly
Titul vévody z Lancasteru zanikl po smrti Blančina otce v roce 1361, jelikož neměl žádného mužského dědice. Díky sňatku s Blankou se Jan z Gentu stal lancasterským hrabětem, hrabětem z Derby, z Lincolnu a leicesterským hrabětem (tyto tituly však obdržel až v roce 1362 po smrti Blančiny sestry Maud, která neměla potomky). Později bylo Janovi věnováno i lancasterské vévodství. Vliv a moc, které získal díky těmto titulům, mohly vést k tomu, že se Jan mohl stát Nejvyšším soudcem Anglie (Lord High Steward of England).